# Округ Монтереј
Округ Монтереј (енгл. Monterey County) округ је у савезној држави Калифорнија, САД. Један је од првобитних округа Калифорније који су формирани 1850. Део првобитне територије округа је уступљен Округу Сан Бенито 1874. Округ је добио име по Заливу Монтереј, а залив је назван по грофу Монтереју, вицекраљу Нове Шпаније. Град Монтереј, трећи по величини град у округу, био је престоница Калифорније за време шпанске и мексичке власти.
Седиште округа и највећи град је Салинас. Површина округа је 9.767 km², од чега је 8.603,8 km² (88,09%) копно, а 1.163,2 km² (11,91%) вода. Округ је око 1,5 пута већи од савезне државе Делавер. Округу припада јужна половина Залива Монтереј, док се северна половина налази у Округу Санта Круз.
Према попису из 2010, округ је имао 415.057 становника.
Привреда округа је углавном заснована на туризму у насељима близу обале, и на пољопривреди у долини реке Салинас.

## Највећи градови
| Град     | Бр. становника (2010) |  |
| -------- | --------------------- |  |
| Салинас  | 150.441               |  |
| Сисајд   | 33.025                |  |
| Монтереј | 27.810                |  |
| Соледад  | 25.738                |  |
| Марина   | 19.718                |  |